# Championnats d'Europe de cyclisme sur piste juniors et espoirs 2023
Navigation
Championnats d'Europe 2022 Championnats d'Europe 2024
Les 23e Championnats d'Europe de cyclisme sur piste juniors et espoirs ont lieu du 11 au 16 juillet 2023 au sein du Vélodrome de Sangalhos à Anadia, au Portugal, comme l'année précédente. 

## Programme

### Juniors
| Date                | Hommes                                                   | Femmes                                        |
| ------------------- | -------------------------------------------------------- | --------------------------------------------- |
| Mardi 11 juillet    | Scratch, vitesse par équipes                             | Scratch, vitesse par équipes                  |
| Mercredi 12 juillet | Course à l'élimination, kilomètre, poursuite par équipes | Course à l'élimination, Poursuite par équipes |
| Jeudi 13 juillet    | Poursuite individuelle                                   | Poursuite individuelle, vitesse individuelle  |
| Vendredi 14 juillet | Omnium, vitesse individuelle                             | 500 mètres, omnium                            |
| Samedi 15 juillet   | Course aux points, keirin                                | Course aux points, keirin                     |
| Dimanche 16 juillet | Course à l'américaine                                    | Course à l'américaine                         |

### Espoirs
| Date                | Hommes                                         | Femmes                                         |
| ------------------- | ---------------------------------------------- | ---------------------------------------------- |
| Mardi 11 juillet    | Course à l'élimination, poursuite individuelle | Course à l'élimination, poursuite individuelle |
| Mercredi 12 juillet | Scratch, vitesse par équipes                   | Scratch, vitesse par équipes                   |
| Jeudi 13 juillet    | Kilomètre, poursuite par équipes               | Poursuite par équipes                          |
| Vendredi 14 juillet | Course aux points                              | Course aux points, vitesse individuelle        |
| Samedi 15 juillet   | Omnium, vitesse individuelle                   | 500 mètres, omnium                             |
| Dimanche 16 juillet | Course à l'américaine, keirin                  | Course à l'américaine, keirin                  |

## Résultats

### Juniors
| Épreuves               | Or                                                                      | Argent                                                                  | Bronze                                                                |
| ---------------------- | ----------------------------------------------------------------------- | ----------------------------------------------------------------------- | --------------------------------------------------------------------- |
| Épreuves masculines    |                                                                         |                                                                         |                                                                       |
| Kilomètre              | Davide Stella                                                           | Nolan Huysmans                                                          | Jakob Vogt                                                            |
| Keirin                 | Pete-Collin Flemming                                                    | Tjorven Mertens                                                         | Étienne Oliviero                                                      |
| Vitesse individuelle   | Pete-Collin Flemming                                                    | Oliver Pettifer                                                         | Étienne Oliviero                                                      |
| Vitesse par équipes    | Allemagne Pete-Collin Flemming Colin Rudolph Jakob Vogt                 | France Antoine Capelle Etienne Oliviero Matthias Sylvanise              | Belgique Nicolas Aernouts Tjorven Mertens Yeno Vingerhoets            |
| Poursuite individuelle | Luca Giaimi                                                             | Matthew Brennan                                                         | Ben Wiggins                                                           |
| Poursuite par équipes  | Italie Renato Favero Matteo Fiorin Luca Giaimi Juan David Sierra        | Grande-Bretagne Matthew Brennan Jed Smithson Finlay Tarling Ben Wiggins | Danemark Jonathan Aagard Conrad Haugsted August Birk Hundt Noah Wulff |
| Course aux points      | Juan David Sierra                                                       | Patryk Goszczurny                                                       | Ramazan Yılmaz                                                        |
| Américaine             | Italie Matteo Fiorin Juan David Sierra                                  | Grande-Bretagne Matthew Brennan Ben Wiggins                             | Belgique Tom Crabbe Milan Van den Haute                               |
| Scratch                | Davide Stella                                                           | Ramazan Yılmaz                                                          | Pablo Laruelle                                                        |
| Omnium                 | Héctor Álvarez Martínez                                                 | Matteo Fiorin                                                           | Dawid Łątkowski                                                       |
| Élimination            | Davide Stella                                                           | Žak Eržen                                                               | Collin Westbroek                                                      |
| Épreuves féminines     |                                                                         |                                                                         |                                                                       |
| 500 mètres             | Viorica Georgette Rand                                                  | Marie Louisa Drouode                                                    | Bente Lürmann                                                         |
| Keirin                 | Beatrice Bertolini                                                      | Marie Louisa Drouode                                                    | Anna Whitworth Hay                                                    |
| Vitesse individuelle   | Karolina Keliukh                                                        | Marie Louisa Drouode                                                    | Viorica Georgette Rand                                                |
| Vitesse par équipes    | Grande-Bretagne Sarah Johnson Viorica Georgette Rand Anna Whitworth Hay | Allemagne Anastasia Kuniß Bente Lürmann Anne Slosharek                  | Italie Beatrice Bertolini Vittoria Grassi Carola Ratti                |
| Poursuite individuelle | Federica Venturelli                                                     | Hélène Hesters                                                          | Alice Toniolli                                                        |
| Poursuite par équipes  | Italie Irma Siri Alice Toniolli Silvia Milesi Federica Venturelli       | France Violette Demay Mélanie Dupin Léonie Mahieu Léane Tabu            | Grande-Bretagne Cat Ferguson Ella Jamieson Carys Lloyd Isabel Sharp   |
| Course aux points      | Seana Littbarski-Gray                                                   | Léane Tabu                                                              | Patrica Duarte                                                        |
| Américaine             | Grande-Bretagne Carys Lloyd Isabel Sharp                                | Belgique Laerke Expeels Hélène Hesters                                  | Allemagne Messane Brautigam Seana Littbarski-Gray                     |
| Scratch                | Magdalena Fuchs                                                         | Vittoria Grassi                                                         | Laerke Expeels                                                        |
| Omnium                 | Hélène Hesters                                                          | Cat Ferguson                                                            | Clémence Chéreau                                                      |
| Élimination            | Hélène Hesters                                                          | Anita Baima                                                             | Sina Temmen                                                           |

### Espoirs
| Épreuves               | Or                                                                                  | Argent                                                                                   | Bronze                                                                                  |
| ---------------------- | ----------------------------------------------------------------------------------- | ---------------------------------------------------------------------------------------- | --------------------------------------------------------------------------------------- |
| Épreuves masculines    |                                                                                     |                                                                                          |                                                                                         |
| Kilomètre              | Matteo Bianchi                                                                      | Willy Weinrich                                                                           | Daan Kool                                                                               |
| Keirin                 | Matteo Bianchi                                                                      | Konstantínos Livanós                                                                     | Tijmen van Loon                                                                         |
| Vitesse individuelle   | Mattia Predomo                                                                      | Tijmen van Loon                                                                          | Hayden Norris                                                                           |
| Vitesse par équipes    | Italie Matteo Bianchi Mattia Predomo Matteo Tugnolo                                 | Pays-Bas Loris Leneman Daan Kool Tijmen van Loon                                         | Allemagne Willy Weinrich Henric Hackmann Luca Spiegel                                   |
| Poursuite individuelle | Noah Vandenbranden                                                                  | Josh Charlton                                                                            | Joshua Tarling                                                                          |
| Poursuite par équipes  | Grande-Bretagne Josh Charlton Jack Brough Noah Hobbs Joshua Tarling Joshua Giddings | Italie Samuel Quaranta Niccolò Galli Bryan Olivo Mattia Pinazzi Alessio Delle Vedove     | Belgique Thibaut Bernard Brem Deman Gianluca Pollefliet Noah Vandenbranden              |
| Course aux points      | Noah Vandenbranden                                                                  | Niccolò Galli                                                                            | Maximilian Schmidbauer                                                                  |
| Américaine             | Autriche Raphael Kokas Maximilian Schmidbauer                                       | Belgique Gianluca Pollefliet Noah Vandenbranden                                          | Allemagne Benjamin Boos Tim Torn Teutenberg                                             |
| Scratch                | Phillip Mathiesen                                                                   | Diogo Narciso                                                                            | Elmar Abma                                                                              |
| Omnium                 | Tim Torn Teutenberg                                                                 | Tim Wafler                                                                               | Elmar Abma                                                                              |
| Élimination            | Tim Torn Teutenberg                                                                 | Gianluca Pollefliet                                                                      | Elmar Abma                                                                              |
| Épreuves féminines     |                                                                                     |                                                                                          |                                                                                         |
| 500 mètres             | Rhianna Parris-Smith                                                                | Julie Nicolaes                                                                           | Clara Schneider                                                                         |
| Keirin                 | Clara Schneider                                                                     | Veronika Jaborníková                                                                     | Alla Biletska                                                                           |
| Vitesse individuelle   | Alessa-Catriona Pröpster                                                            | Emma Finucane                                                                            | Clara Schneider                                                                         |
| Vitesse par équipes    | Grande-Bretagne Rhian Edmunds Iona Moir Rhianna Parris-Smith                        | Tchéquie Anna Jaborníková Natálie Mikšaníková Veronika Jaborníková                       | Pologne Nikola Seremak Natalia Wezyk Nikola Wielowska                                   |
| Poursuite individuelle | Kate Richardson                                                                     | Olga Wankiewicz                                                                          | Leila Gschwentner                                                                       |
| Poursuite par équipes  | Grande-Bretagne Maddie Leech Sophie Lewis Grace Lister Kate Richardson              | France Heidi Gaugain Constance Marchand Aurore Pernollet Clémence Chéreau Lara Lallemant | Italie Valentina Basilico Sofia Collinelli Sara Fiorin Matilde Vitillo Lara Crestanello |
| Course aux points      | Lara Gillespie                                                                      | Maike van der Duin                                                                       | Tetiana Yashchenko                                                                      |
| Américaine             | Grande-Bretagne Maddie Leech Sophie Lewis                                           | Belgique Katrijn De Clercq Marith Vanhove                                                | Espagne Eva Anguela Isabella Escalera                                                   |
| Scratch                | Maja Tracka                                                                         | Flora Perkins                                                                            | Constance Marchand                                                                      |
| Omnium                 | Lara Gillespie                                                                      | Katrijn De Clercq                                                                        | Maike van der Duin                                                                      |
| Élimination            | Maike van der Duin                                                                  | Katrijn De Clercq                                                                        | Nora Tveit                                                                              |

## Tableau des médailles
| Rang  | Nation          | Or | Argent | Bronze | Total |
| ----- | --------------- | -- | ------ | ------ | ----- |
| 1     | Italie          | 14 | 5      | 3      | 22    |
| 2     | Grande-Bretagne | 9  | 8      | 6      | 23    |
| 3     | Allemagne       | 9  | 2      | 8      | 19    |
| 4     | Belgique        | 4  | 10     | 4      | 18    |
| 5     | Irlande         | 2  | 0      | 0      | 2     |
| 6     | Pays-Bas        | 1  | 3      | 7      | 11    |
| 7     | Pologne         | 1  | 2      | 2      | 5     |
| 8     | Autriche        | 1  | 1      | 2      | 4     |
| 9     | Ukraine         | 1  | 0      | 2      | 3     |
| 10    | Danemark        | 1  | 0      | 1      | 2     |
| 11    | Espagne         | 1  | 0      | 1      | 2     |
| 12    | France          | 0  | 7      | 5      | 12    |
| 13    | Tchéquie        | 0  | 2      | 0      | 2     |
| 14    | Portugal        | 0  | 1      | 1      | 2     |
| 14    | Turquie         | 0  | 1      | 1      | 2     |
| 16    | Grèce           | 0  | 1      | 0      | 1     |
| 16    | Slovénie        | 0  | 1      | 0      | 1     |
| 18    | Norvège         | 0  | 0      | 1      | 1     |
| Total | Total           | 44 | 44     | 44     | 132   |